# Битва при Сэндвиче
Битва при Сэндвиче (англ. Battle of Sandwich) — стычка в море у берегов города Сэндвич, произошедшая в январе 1460 года во время войны Алой и Белой розы. В ней граф Уорик, перешедший на сторону Йорков, победил и уничтожил флот Ланкастеров. До наших дней сведения о подробностях сражения не сохранились.